# Васильевка (Коми)
Васильевка (коми Едэма) — деревня в Ижемском районе Республики Коми России. Входит в состав сельского поселения Кельчиюр.

## История
Васильевка была основана в период между 1850 и 1858 годами. Впервые упоминается в 1858 году как «выселок Едомский». По данным на 1918 год в деревне Едомской (Мазалихе) числились 2 двора и 15 жителей.
По состоянию на 1920 год, в Едомской имелось 7 дворов и проживало 25 человек (9 мужчин и 16 женщин). В административном отношении входила в состав Нерицкого общества Устьцилемской волости Печорского уезда. В 1930 году в деревне функционировал кожевенный завод.

## География
Деревня находится в северо-западной части Республики Коми, в пределах Печорской низменности, на правом берегу реки Печоры, на расстоянии примерно 61 километра (по прямой) к северо-западу от села Ижмы, административного центра района. Абсолютная высота — 52 метра над уровнем моря.
Климат
Климат характеризуется как умеренно континентальный, с продолжительной морозной многоснежной зимой и коротким прохладным летом. Средняя температура воздуха самого тёплого месяца (июля) составляет 14,6 °C; самого холодного (января) — −17,4 °C. Среднегодовое количество атмосферных осадков составляет 527 мм.
Часовой пояс
Васильевка, как и вся Республика Коми, находится в часовой зоне МСК (московское время). Смещение применяемого времени относительно UTC составляет +3:00.

## Население
| 2010 |
| ---- |
| 9    |

Гендерный состав
По данным Всероссийской переписи населения 2010 года в гендерной структуре населения мужчины составляли 77,8 %, женщины — соответственно 22,2 %.
Национальный состав
Согласно результатам переписи 2002 года, в национальной структуре населения коми-ижемцы составляли 96 % из 25 чел.